# Mangavati, Athni
Mangavati là một làng thuộc tehsil Athni, huyện Belgaum, bang Karnataka, Ấn Độ.